# Columna estratigráfica

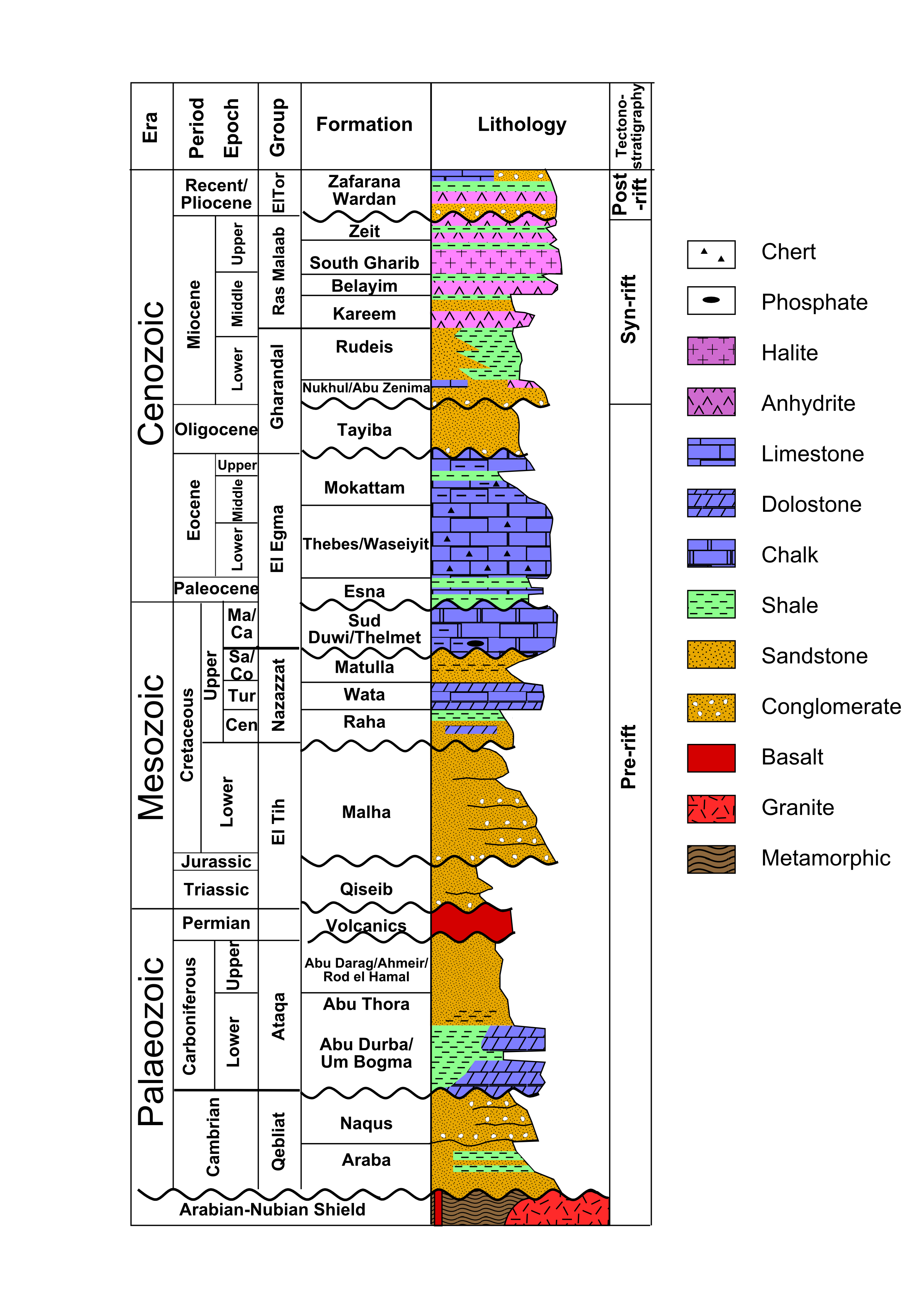
Columna típica, mostrando la estratigrafía del rift del Golfo de Suez.

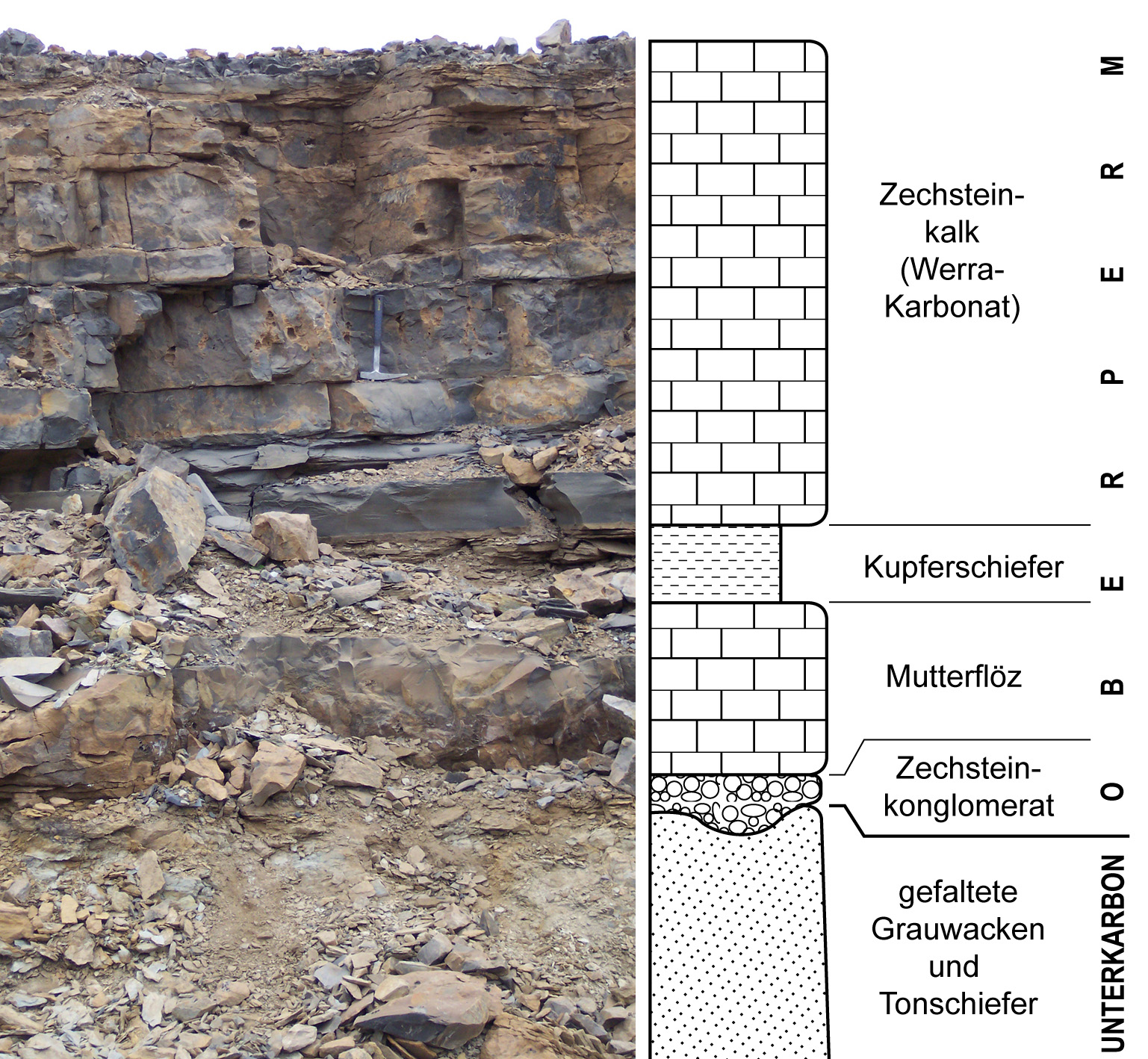
La columna estratigráfica refleja la litología, espesores, discordancias, estructuras sedimentarias, contenido fósil, etc. de las secciones geológicas.

Una columna estratigráfica es una representación utilizada en geología y sus subcampos de estratigrafía para describir la ubicación vertical de unidades de roca en una área específica.
Una típica columna estratigráfica muestra una secuencia de rocas sedimentarias, con las rocas más antiguas en la parte inferior y las más recientes en la parte superior.
En áreas que son geológicamente más complejas, como las que contienen rocas intrusivas, fallas o metamorfismo, las columnas estratigráficas indican la posición relativa de esas unidades con respecto a las demás. Sin embargo, en estos casos, la columna estratigráfica debe ser una columna estructural, en la que las unidades se apilan tomando en cuenta la manera en que se han movido por las fallas, de acuerdo con lo observado en el campo, o una columna de tiempo en el que las unidades son apiladas en el orden en que se formaron.